# W139

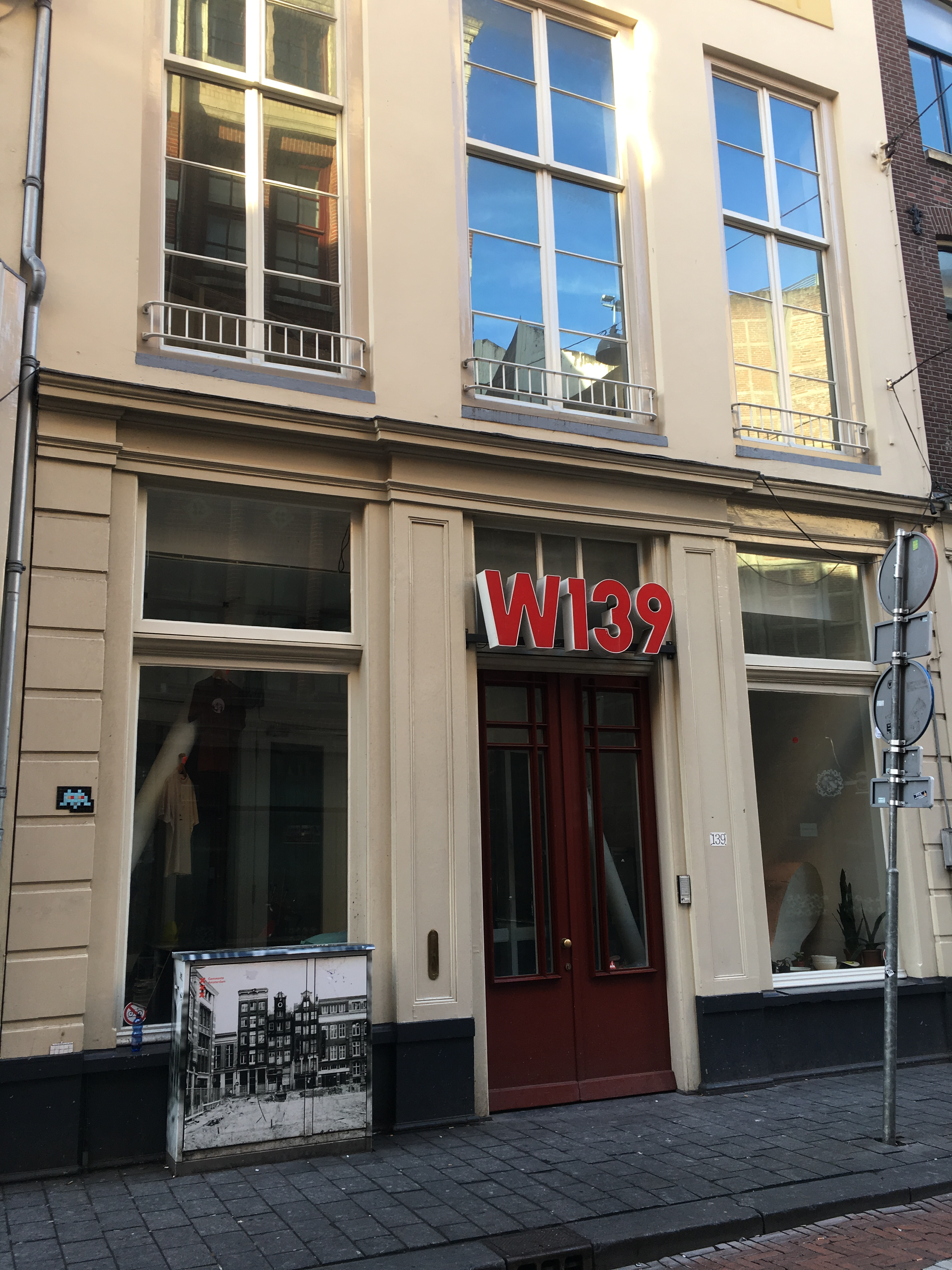
W139 (2019)

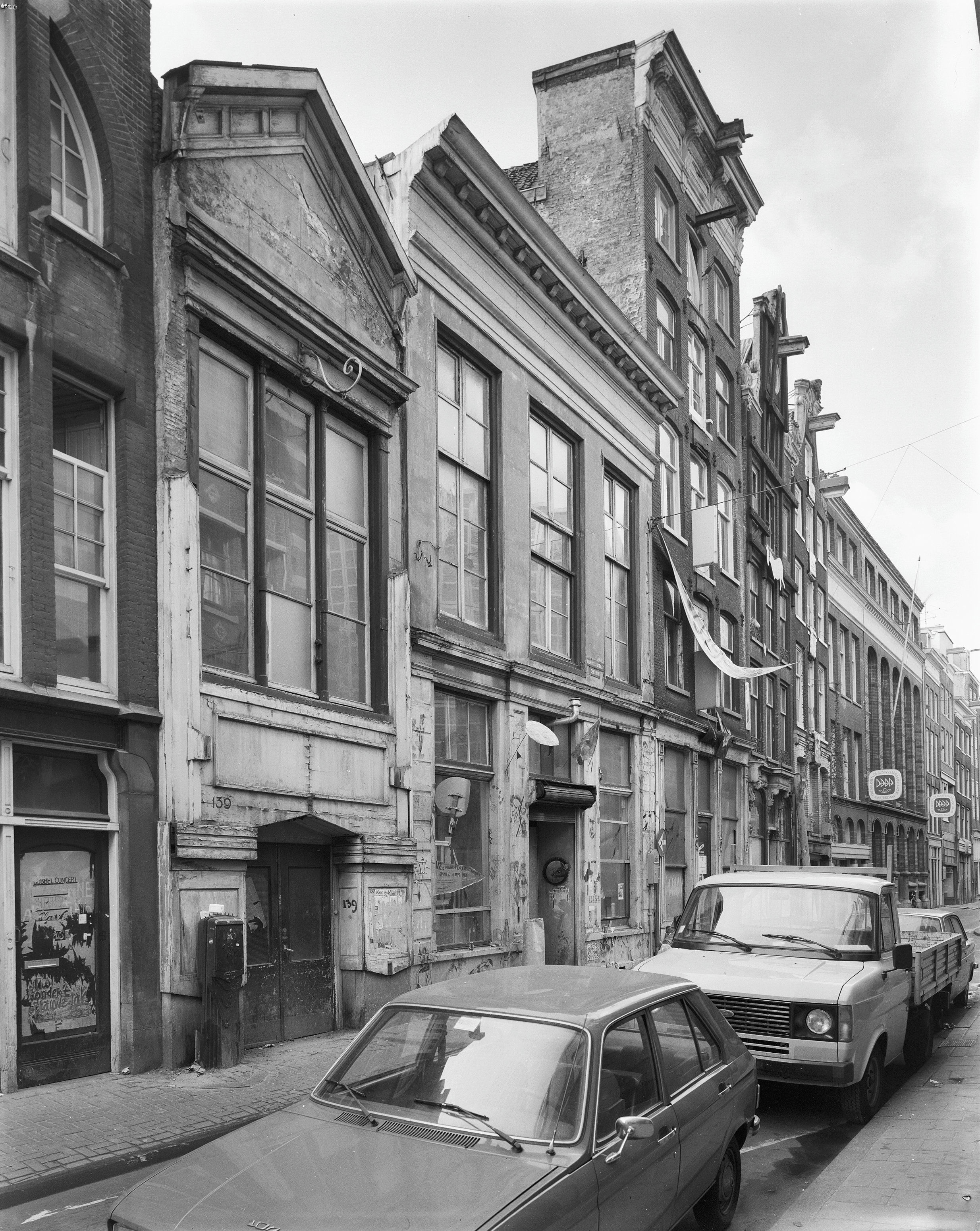
W139 (1981)

 W139 ist ein Ausstellungsraum für zeitgenössische Kunst, der 1979 von einer Künstlerinitiative in Amsterdam gegründet wurde. W139 nimmt eine Sonderstellung zu den Museen und kommerziellen Galerien der Stadt ein. Es handelt sich dabei um eine vollwertige, nicht-museale Ausstellungsplattform, die den Künstlern parallel zur etablierten Kunstwelt einen Raum fürs Risiko bietet.
W139 befindet sich in einem ehemaligen Theater an der Warmoestraat 139, mitten im Rotlichtviertel von Amsterdam. Während der umfassenden Sanierung des Gebäudes zwischen 2004 und 2007 wurde die Ausstellungstätigkeit in den Keller des Stedelijk Museum und in die ehemalige Hauptpost neben dem Bahnhof Amsterdam Centraal verlegt.
In den mehr als 40 Jahren seit der Gründung wurden hunderte von Ausstellungen realisiert. International etablierte Künstler wie Aernout Mik und Philippe Parreno, aber auch vielversprechende Nachwuchstalente wie Melanie Bonajo und Zoro Feigl zeigten zu Anfang ihrer Ausstellungstätigkeit ihre Arbeiten im W139. Wechselnde Ausstellungskonzepte führten nicht selten dazu, dass der Innenraum umgebaut werden musste. Schon Anfang dieses Jahrhunderts fanden Kurse für Kunstsammler statt. Viermal im Jahr findet die Talkshow Stampa, zu Fragen der aktuellen Kunst, ihren Platz im W139.
Tim Voss war Direktor und Kurator von W139.